# Lijst van presidenten van Paraguay
Dit is een lijst van presidenten van Paraguay sinds de onafhankelijkheid van het land in 1811.

## Presidenten van Paraguay (1811-heden)

### Voorgeschiedenis (1811-1844)
| President                                    | President                                                 | Ambtstermijn                        | Partij     |
| -------------------------------------------- | --------------------------------------------------------- | ----------------------------------- | ---------- |
| Presidenten van de superieur regerende Junta |                                                           |                                     |            |
|                                              | Junta                                                     | 14 mei 1811 - 17 juni 1811          | Partijloos |
|                                              | Fulgencio Yegros (1780-1821)                              | 19 juni 1811 - 12 oktober 1813      | Partijloos |
| Consuls van de Republiek                     |                                                           |                                     |            |
|                                              | José Gaspar Rodríguez de Francia (1766-1840) (1e termijn) | 12 oktober 1813 - 12 februari 1814  | Partijloos |
|                                              | Fulgencio Yegros (1780-1821)                              | 12 februari 1814 - 12 juni 1814     | Partijloos |
|                                              | José Gaspar Rodríguez de Francia (1766-1840) (2e termijn) | 12 juni 1814 - 3 oktober 1814       | Partijloos |
| Dictator Supremo                             |                                                           |                                     |            |
|                                              | José Gaspar Rodríguez de Francia (1766-1840)              | 3 oktober 1814 - 20 september 1840  | Partijloos |
| Presidenten van de voorlopige Junta          |                                                           |                                     |            |
|                                              | Manuel Antonio Ortiz                                      | 20 september 1840 - 22 januari 1841 | Partijloos |
|                                              | Juan José Medina                                          | 22 januari 1841 - 9 februari 1841   | Partijloos |
|                                              | Mariano Roque Alonzo                                      | 9 februari 1841 - 14 maart 1841     | Partijloos |
| Consuls van de Republiek                     |                                                           |                                     |            |
|                                              | Carlos Antonio López en Mariano Roque Alonzo              | 14 maart 1841 - 13 maart 1844       | Partijloos |

### Republiek Paraguay (1844-heden)
| Nr.  | President     | President                                                  | Ambtstermijn                         | Partij               | Partij | Verkiezing |
| ---- | ------------- | ---------------------------------------------------------- | ------------------------------------ | -------------------- | ------ | ---------- |
| 1    |               | Carlos Antonio López (1792-1862)                           | 14 maart 1844 - 10 september 1862    | Partijloos           |        | 1844       |
| 1    | 1854          | Carlos Antonio López (1792-1862)                           | 14 maart 1844 - 10 september 1862    | Partijloos           |        |            |
| 1    | 1857          | Carlos Antonio López (1792-1862)                           | 14 maart 1844 - 10 september 1862    | Partijloos           |        |            |
| 2    |               | Francisco Solano López (1827-1870)                         | 10 september 1862 - 15 augustus 1869 | Partijloos           |        | 1862       |
| -    |               | Cirilo Antonio Rivarola (1832-1878) (1e termijn)           | 15 augustus 1869 - 31 augustus 1870  | Gran Club del Pueblo |        | 1869       |
| 3    |               | Facundo Machaín (1845-1877) (interim)                      | 31 augustus 1870 - 1 september 1870  | Gran Club del Pueblo |        | 1870       |
| 4    |               | Cirilo Antonio Rivarola (1832-1878) (2e termijn)           | 1 september 1870 - 18 december 1871  | Partijloos           |        |            |
| 5    |               | Salvador Jovellanos (1833-1881) (interim)                  | 18 december 1871 - 25 november 1874  | Gran Club del Pueblo |        |            |
| 6    |               | Juan Bautista Gill (1840-1877)                             | 25 november 1874 - 12 april 1877     | Club del Pueblo      |        | 1874       |
| 7    |               | Higinio Uriarte (1843-1909) (interim)                      | 12 april 1877 - 25 november 1878     | Club del Pueblo      |        |            |
| 8    |               | Cándido Bareiro (1833-1880)                                | 25 november 1878 - 4 september 1880  | Club Libertad        |        | 1878       |
| 9    |               | Bernardino Caballero (1839-1912)                           | 4 september 1880 - 25 november 1886  | Club del Pueblo      |        |            |
| 9    | Club Libertad | Bernardino Caballero (1839-1912)                           | 4 september 1880 - 25 november 1886  | 1882                 |        |            |
| 10   |               | Patricio Escobar (1843-1912)                               | 25 november 1886 - 25 november 1890  | Club del Pueblo      |        | 1886       |
| 10   | Colorado      | Patricio Escobar (1843-1912)                               | 25 november 1886 - 25 november 1890  |                      |        | 1886       |
| 11   |               | Juan Gualberto González (1851-1912)                        | 25 november 1890 - 9 juni 1894       | Colorado             |        | 1890       |
| 12   |               | Marcos Morínigo (1848-1901) (interim)                      | 9 juni 1894 - 25 november 1894       | Colorado             |        |            |
| 13   |               | Juan Bautista Egusquiza (1845-1912)                        | 25 november 1894 - 25 november 1898  | Colorado             |        | 1894       |
| 14   |               | Emilio Aceval (1853-1931)                                  | 25 november 1898 - 9 januari 1902    | Colorado             |        | 1898       |
| 15   |               | Andrés Héctor Carvallo (1862-1934) (interim)               | 9 januari 1902 - 25 november 1902    | Colorado             |        |            |
| 16   |               | Juan Antonio Escurra (1859-1919)                           | 25 november 1902 - 19 december 1904  | Colorado             |        | 1902       |
| 17   |               | Juan Bautista Gaona (1845-1932) (interim)                  | 19 december 1904 - 9 december 1905   | Liberal              |        |            |
| 18   |               | Cecilio Báez (1862-1941) (interim)                         | 9 december 1905 - 25 november 1906   | Liberal              |        |            |
| 19   |               | Benigno Ferreira (1846-1920)                               | 25 november 1906 - 4 juli 1908       | Liberal              |        | 1906       |
| 20   |               | Emiliano González Navero (1861-1934) (Interim; 1e termijn) | 4 juli 1908 - 25 november 1910       | Liberal              |        |            |
| 21   |               | Manuel Gondra (1871-1927) (1e termijn)                     | 25 november 1910 - 17 januari 1911   | Liberal              |        | 1910       |
| 22   |               | Albino Jara (1877-1912) (interim)                          | 17 januari 1911 - 5 juli 1911        | Liberal              |        |            |
| 23   |               | Liberato Marcial Rojas (1870-1922) (interim)               | 5 juli 1911 - 28 februari 1912       | Liberal              |        |            |
| 24   |               | Pedro Peña (1864-1943) (interim)                           | 28 februari 1912 - 22 maart 1912     | Colorado             |        |            |
| (20) |               | Emiliano González Navero (1861-1934) (Interim; 2e termijn) | 22 maart 1912 - 15 augustus 1912     | Liberal              |        |            |
| 25   |               | Eduardo Schaerer (1873-1941)                               | 15 augustus 1912 - 15 augustus 1916  | Liberal              |        | 1912       |
| 26   |               | Manuel Franco (1871-1919)                                  | 15 augustus 1916 - 5 juni 1919       | Liberal              |        | 1916       |
| 27   |               | José Pedro Montero (1878-1927) (interim)                   | 5 juni 1919 - 15 augustus 1920       | Liberal              |        |            |
| (21) |               | Manuel Gondra (1871-1927) (2e termijn)                     | 15 augustus 1920 - 7 november 1921   | Liberal              |        | 1920       |
| 28   |               | Eusebio Ayala (1875-1942) (interim; 1e termijn)            | 7 november 1921 - 12 april 1923      | Liberal              |        |            |
| 29   |               | Eligio Ayala (1879-1930) (Interim; 1e termijn)             | 12 april 1923 - 17 maart 1924        | Liberal              |        |            |
| 30   |               | Luis Alberto Riart (1880-1953) (interim)                   | 17 maart 1924 - 15 augustus 1924     | Liberal              |        |            |
| (29) |               | Eligio Ayala (1879-1930) (2e termijn)                      | 15 augustus 1924 - 15 augustus 1928  | Liberal              |        | 1924       |
| 31   |               | José Patricio Guggiari (1884-1957)                         | 15 augustus 1928 - 15 augustus 1932  | Liberal              |        | 1928       |
| (28) |               | Eusebio Ayala (1875-1942) (2e termijn)                     | 15 augustus 1932 - 17 februari 1936  | Liberal              |        | 1932       |
| 32   |               | Rafael Franco (1896-1973) (interim)                        | 20 februari 1936 - 15 augustus 1937  | Febrerista           |        |            |
| 33   |               | Félix Paiva (1877-1965)                                    | 16 augustus 1937 - 15 augustus 1939  | Liberal              |        |            |
| 34   |               | José Félix Estigarribia (1888-1940)                        | 15 augustus 1939 - 7 september 1940  | Liberal              |        | 1939       |
| 34   | Militair      | José Félix Estigarribia (1888-1940)                        | 15 augustus 1939 - 7 september 1940  |                      |        |            |
| 35   |               | Higinio Morínigo (1897-1983)                               | 7 september 1940 - 3 juni 1948       | Militair             |        |            |
| 35   | 1943          | Higinio Morínigo (1897-1983)                               | 7 september 1940 - 3 juni 1948       | Militair             |        |            |
| 36   |               | Juan Manuel Frutos (1879-1960) (interim)                   | 3 juni 1948 - 15 augustus 1948       | Colorado             |        |            |
| 37   |               | Juan Natalicio González (1897-1966)                        | 15 augustus 1948 - 30 januari 1949   | Colorado             |        | 1948       |
| 38   |               | Raimundo Rolón (1903-1981) (interim)                       | 30 januari 1949 - 26 februari 1949   | Colorado             |        |            |
| 39   |               | Felipe Molas López (1901-1954)                             | 27 februari 1949 - 11 september 1949 | Colorado             |        | 1949       |
| 40   |               | Federico Chaves (1882-1978)                                | 11 september 1949 - 5 mei 1954       | Colorado             |        | 1950       |
| 40   | 1953          | Federico Chaves (1882-1978)                                | 11 september 1949 - 5 mei 1954       | Colorado             |        |            |
| 41   |               | Tomás Romero Pereira (1886-1982) (interim)                 | 5 mei 1954 - 15 augustus 1954        | Colorado             |        |            |
| 42   |               | Alfredo Stroessner (1912-2006)                             | 15 augustus 1954 - 3 februari 1989   | Colorado             |        | 1954       |
| 42   | 1958          | Alfredo Stroessner (1912-2006)                             | 15 augustus 1954 - 3 februari 1989   | Colorado             |        |            |
| 42   | 1963          | Alfredo Stroessner (1912-2006)                             | 15 augustus 1954 - 3 februari 1989   | Colorado             |        |            |
| 42   | 1968          | Alfredo Stroessner (1912-2006)                             | 15 augustus 1954 - 3 februari 1989   | Colorado             |        |            |
| 42   | 1973          | Alfredo Stroessner (1912-2006)                             | 15 augustus 1954 - 3 februari 1989   | Colorado             |        |            |
| 42   | 1978          | Alfredo Stroessner (1912-2006)                             | 15 augustus 1954 - 3 februari 1989   | Colorado             |        |            |
| 42   | 1983          | Alfredo Stroessner (1912-2006)                             | 15 augustus 1954 - 3 februari 1989   | Colorado             |        |            |
| 42   | 1988          | Alfredo Stroessner (1912-2006)                             | 15 augustus 1954 - 3 februari 1989   | Colorado             |        |            |
| 43   |               | Andrés Rodríguez (1923-1997)                               | 3 februari 1989 - 15 augustus 1993   | Colorado             |        | 1989       |
| 44   |               | Juan Carlos Wasmosy (1938)                                 | 15 augustus 1993 - 15 augustus 1998  | Colorado             |        | 1993       |
| 45   |               | Raúl Cubas (1943)                                          | 15 augustus 1998 - 28 maart 1999     | Colorado             |        | 1998       |
| 46   |               | Luis Ángel González Macchi (1947)                          | 28 maart 1999 - 15 augustus 2003     | Colorado             |        |            |
| 47   |               | Nicanor Duarte (1956)                                      | 15 augustus 2003 - 15 augustus 2008  | Colorado             |        | 2003       |
| 48   |               | Fernando Lugo (1951)                                       | 15 augustus 2008 - 22 juni 2012      | APC                  |        | 2008       |
| 48   | FG            | Fernando Lugo (1951)                                       | 15 augustus 2008 - 22 juni 2012      |                      |        |            |
| 49   |               | Federico Franco (1962)                                     | 22 juni 2012 - 15 augustus 2013      | PLRA                 |        |            |
| 50   |               | Horacio Cartes (1956)                                      | 15 augustus 2013 - 15 augustus 2018  | Colorado             |        | 2013       |
| 51   |               | Mario Abdo Benítez (1971)                                  | 15 augustus 2018 - 15 augustus 2023  | Colorado             |        | 2018       |
| 52   |               | Santiago Peña (1978)                                       | 15 augustus 2023 - heden             | Colorado             |        | 2023       |